# Dorothy Auchterlonie
Dorothy Auchterlonie (ur. 28 maja 1915 w Sunderland, zm. 21 lutego 1991 w Canberze) – angielsko-australijska pisarka.
Kształciła się w Anglii i Australii. Ukończyła studia na Uniwersytecie w Sydney. Była nauczycielką, a następnie pracowała jako wykładowczyni literatury (pierwsza kobieta wykładająca na Uniwersytecie Monasha).

## Dzieła
- Kaleidescope (1940)
- Fourteen Minutes (1950)
- The music of love: critical essays on literature and life (1984)
- Ulysses bound: a study of Henry Handel Richardson and her fiction (1986)
- Descent of spirit: writing of E.L. Grant Watson (1990)